# 阿月镇
阿月镇，原为阿月乡，是中华人民共和国四川省凉山彝族自治州德昌县曾经下辖的一个镇。2019年12月，撤销阿月镇，将其所属行政区域划归麻栗镇管辖。

## 行政区划
阿月镇撤销前下辖以下地区：
阿月村、黄家坝村、仁寿村、新沟村、福隆村和团山村。